# Opilioacarus nohbecanus
Opilioacarus nohbecanus är en spindeldjursart som beskrevs av Vázquez och Hans Klompen 2002. Opilioacarus nohbecanus ingår i släktet Opilioacarus och familjen Opilioacaridae. Inga underarter finns listade i Catalogue of Life.